# بناء الأمة

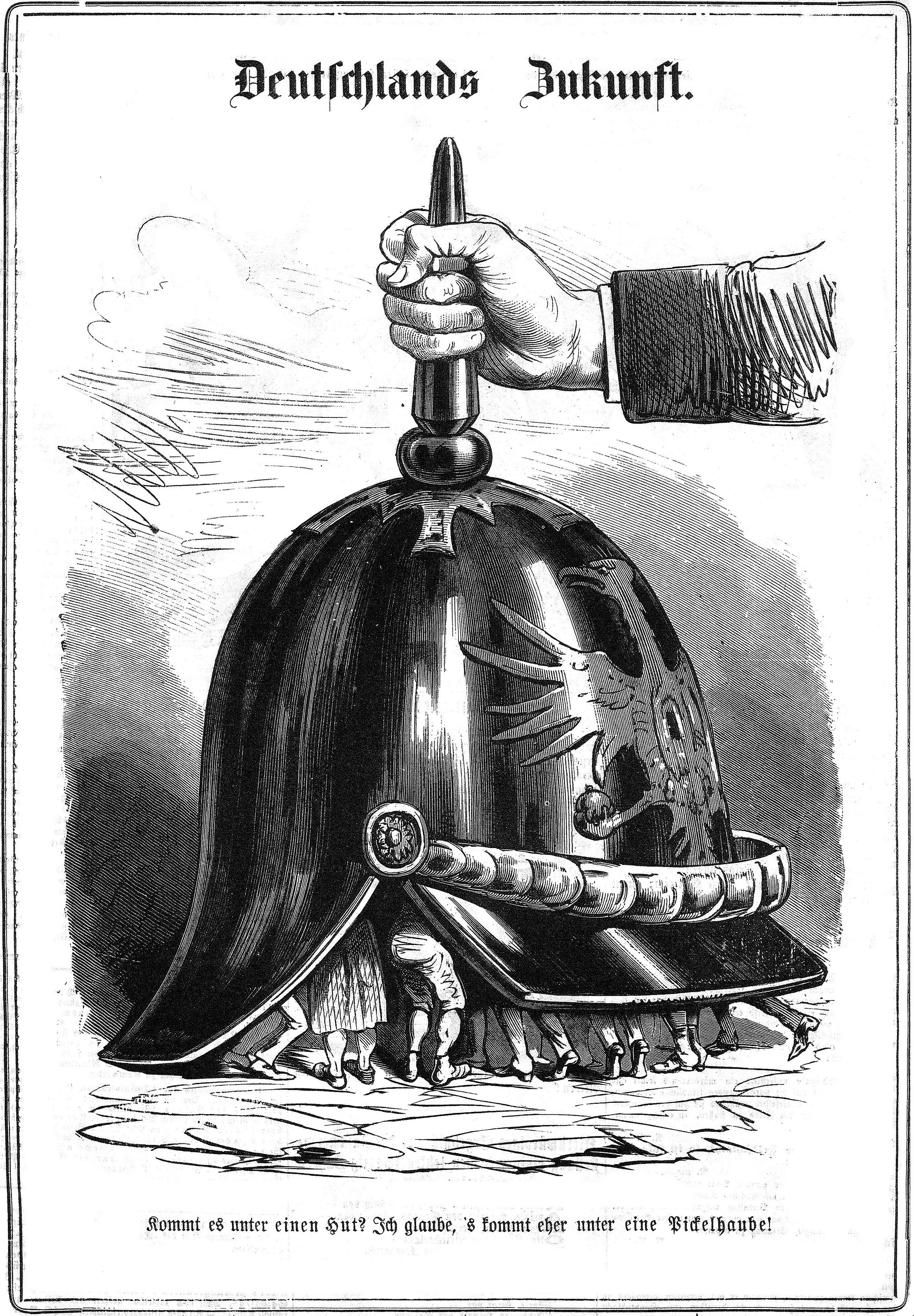

بناء الأمة هو إنشاء الهوية القومية وهيكلتها اعتمادًا على سلطات الدولة. يهدف بناء الأمة إلى توحيد الشعب ضمن الدولة بغية بقائه مستقرًا سياسيًا وقابلًا للبقاء على المدى الطويل. وفقًا لهاريس ميلوناس، فإن «شرعية» السلطة في الدول الوطنية المعاصرة متصلة بحكم شعبي لدى الأغلبية. يُعد بناء الأمة العملية التي تبنى تلك الأغلبيات خلالها.
بُناة الأمة هم أعضاء الدولة الذين يبادرون بتطوير المجتمع الوطني بواسطة برامج الحكومة، كالتجنيد الإجباري وانتشار مدارس المضمون الوطني. يمكن أن يتمثل بناء الأمة في اللجوء إلى الدعاية وتنمية البنية التحتية الأساسية لتعزيز التآلف الاجتماعي والنمو الاقتصادي. وفقًا للعالم السياسي في جامعة كولومبيا، أندرياس ويمر، تغلب ثلاثة عوامل في تحديد نجاح بناء الأمة على المدى الطويل «التنمية المبكرة لمنظمات المجتمع المدني، ونشوء دولة قادرة على توفير المنافع العامة بالتساوي في جميع أنحاء الأقاليم، وظهور وسيلة اتصال مشتركة».

## نظرة عامة
في العصر الحاضر، يشير بناء الأمة إلى الجهود التي تبذلها الدول حديثة الاستقلال، لا سيما دول أفريقيا والبلقان، لإعادة تحديد عامة الشعب في الأقاليم التي انتزعتها السلطات أو الامبراطوريات الاستعمارية بغض النظر عن الحدود الإثنية أو الدينية أو غيرها. من شأن تلك الدول المعاد تشكيلها أن تصبح كيانات قومية مترابطة وقابلة للبقاء.
ينطوي بناء الأمة على إقامة الرموز الوطنية كالأعلام، والأناشيد الوطنية، والأيام الوطنية، والملاعب الوطنية، وخطوط النقل الوطنية، واللغات الوطنية، والخرافات القومية. على مستوى أعمق، ينبغي أن تُشيَّد الهوية الوطنية عمدًا عبر تشكيل المجموعات الإثنية المختلفة في الدولة، نظرًا إلى أن الممارسات الاستعمارية القائمة على مبدأ فرِّقْ تسُدْ في العديد من الدول المنشأة حديثًا أسفرت عن فئات سكانية متباينة الأعراق.
ومع ذلك، اجتاحت العصبية القبلية العديد من الدول الحديثة، وهي المنافسة بين المجموعات الإثنية في الدولة. أسفر ذلك في أغلب الأحيان عن شبه تفكك تلك الدول، كما حدث عند محاولة جمهورية بيافرا الانشقاق عن نيجيريا أثناء الحرب الأهلية النيجيرية في عام 1970، أو مطالبات الشعب الصومالي المستمرة في منطقة أوغادين التابعة لإثيوبيا بالاستقلال التام. في آسيا، كان انقسام الراج البريطاني إلى الهند وباكستان يُعزى جزئيًا إلى الاختلافات الإثنية، والتي سندتها عوامل أخرى مثل سوء الإدارة الاستعمارية للوضع. فضلًا عن الإبادة الجماعية في رواندا والصعوبات المتكررة التي تواجهها السودان، والتي يمكن أن تُعزى إلى الافتقار للترابط الإثني أو الديني أو العرقي في الدولة. أُثبت مرارًا صعوبة توحيد الدول المتماثلة إثنيًا وذات الخلفية الاستعمارية المختلفة. بينما يعتبر البعض دولة الكاميرون مثالًا على النجاح، تظهر الشروخ على هيئة مشكلة الناطقين باللغة الإنجليزية. وتُظهر الإخفاقات كاتحاد سينيغامبيا الكونفدرالي مشاكل في توحيد المناطق الناطقة باللغة الفرنسية والناطقة باللغة الإنجليزية.

## اصطلاحًا: بناء الأمة مقابل بناء الدولة
جرت العادة أن يكون هناك التباس بين استخدام مصطلحي بناء الأمة وبناء الدولة (يُستخدم المصطلحان أحيانًا على نحوٍ متبادل في جنوب أمريكا). يمتلك كلاهما تعاريف متقاربة ومختلفة نسبيًا في العلوم السياسية، إذ يشير مصطلح بناء الأمة إلى الهوية الوطنية، بينما يشير مصطلح بناء الدولة إلى مؤسسات الدولة وبنيتها التحتية. أدى وجود مدرستين فكريتين مختلفتين إلى زيادة الطين بلة على النقاش حول بناء الدولة. تصور المدرسة الأولى (السائدة في وسائل الإعلام) بناء الدولة على أنه فعل تدخل من الدول الأجنبية. وترى المدرسة الثانية (ذات المنشأ الأكاديمي والقبول المتزايد من المؤسسات الدولية) بناء الدولة عملية محلية.
أدى الالتباس بشأن المصطلحات في الآونة الأخيرة إلى استخدام مصطلح بناء الدولة في سياق مختلف كليًا، بالإشارة إلى ما كان يصفه مؤيدوه بإيجاز بأنه «اللجوء إلى القوات المسلحة في أعقاب نزاع ما لتعزيز التحول الدائم إلى الديمقراطية». ومن هذا المنطلق، يصف بناء الأمة، والمشار إليه بصورة أفضل ببناء الدولة، الجهودَ المدروسة التي تبذلها السلطات الخارجية لإنشاء أو تنصيب مؤسسات الحكومة الوطنية وفقًا لنموذج قد يكون مألوفًا أكثر لدى السلطات الخارجية، ولكن غالبًا ما يُعتبر خارجيًا وربما مزعزعًا للاستقرار. ومن هذا المنطلق، يتسم بناء الدولة عمومًا بالاستثمار الهائل، والاحتلال العسكري، والحكومة المؤقتة، واستخدام الدعاية للتواصل مع السياسة الحكومية.